# 安東尼奧·坎波斯 (導演)
安東尼奧·坎波斯（英語：Antonio Campos，1983年8月24日—）是一位美國電影導演、編劇、製片人，以電影《放學後》（2008年）、《殺手西蒙》（2012年）、《克莉絲汀》（2016年）、《神棄之地》（2020年）和《阶梯之间》（2022年）而知名。

## 早期生活
坎波斯於1983年8月24日在紐約市出生。他的父親是巴西記者盧卡斯·曼德斯，母親是美國製片人蘿絲·甘古札。他的外公和外婆是義大利人。

## 職業生涯
坎波斯執導的首部電影《放學後》在坎城影展上進行全球首映，後來被IFC電影公司收購，於2009年10月2日有限上映。他隨後執導電影《殺手西蒙》，該片由布拉迪·科貝特主演，並在日舞影展上進行全球首映。IFC電影公司獲得該片的發行權，於2013年4月有限上映。
坎波斯執導的第三部電影《克莉絲汀》由主演，並在日舞影展上進行全球首映。該片被果園公司收購，於2016年10月14日有限上映。坎波斯將為二十世紀福斯執導的前傳。坎波斯執導了由潔西卡·貝兒和克里斯多福·阿伯特主演的《罪人》試播集，同時擔任執行製片人，該試播集後來被訂購為系列節目。他還執導了漫威的《制裁者》的第8集。2020年，坎波斯自編自導心理驚悚片《神棄之地》，該片於9月在Netflix上映。
除了擔任導演和編劇外，坎波斯還與其他人共同創辦製作公司Borderline Films，該公司製作了《詹姆斯·懷特》、《她的故事未完待續》和《双面玛莎》等電影。2022年10月，宣布坎波斯被聘為以阿卡漢精神病院為背景的未定名的衍生系列的節目統籌，此外還擔任導演和執行製片人。

## 影視作品

### 電影
| 年份 | 標題             | 標題                     | 職務 | 職務 | 職務   | 備註     |
| 年份 | 譯名             | 原名                     | 導演 | 編劇 | 製作人 | 備註     |
| ---- | ---------------- | ------------------------ | ---- | ---- | ------ | -------- |
| 2002 | 不適用           | Pandora                  | 是   | 是   | 是     | 短篇電影 |
| 2005 | 不適用           | Buy It Now               | 是   | 是   | 是     |          |
| 2006 | 不適用           | Doris                    | 否   | 否   | 是     | 短篇電影 |
| 2007 | 不適用           | The Last 15              | 是   | 是   | 是     | 短篇電影 |
| 2008 | 放學後           | Afterschool              | 是   | 是   | 否     |          |
| 2010 | 把夢棺上         | Two Gates of Sleep       | 否   | 否   | 執行   |          |
| 2010 | 不適用           | Mary Last Seen           | 否   | 否   | 是     |          |
| 2010 | 不適用           | Kids in Love             | 否   | 否   | 是     | 短篇電影 |
| 2011 | 双面玛莎         | Martha Marcy May Marlene | 否   | 否   | 是     |          |
| 2012 | 殺手西蒙         | Simon Killer             | 是   | 是   | 否     |          |
| 2013 | 不適用           | Karaoke!                 | 否   | 否   | 是     | 短篇電影 |
| 2013 | 不適用           | 1009                     | 否   | 否   | 是     | 短篇電影 |
| 2014 | 不適用           | Tzniut                   | 否   | 否   | 執行   | 短篇電影 |
| 2015 | 詹姆斯·懷特      | James White              | 否   | 否   | 是     |          |
| 2016 | 她的故事未完待續 | Katie Says Goodbye       | 否   | 否   | 執行   |          |
| 2016 | 克莉絲汀         | Christine                | 是   | 否   | 否     |          |
| 2016 | 寂寞的豢養       | The Eyes of My Mother    | 否   | 否   | 執行   |          |
| 2018 | 穿在乳頭上的洞   | Piercing                 | 否   | 否   | 是     |          |
| 2020 | 神棄之地         | The Devil All the Time   | 是   | 是   | 否     |          |
| TBA  | 不適用           | The First Omen           | 否   | 否   | 是     |          |
| TBA  | 不適用           | Janis                    | 否   | 否   | 執行   |          |

### 電視劇
| 年份     | 標題     | 標題          | 職務 | 職務 | 職務        | 備註            |
| 年份     | 譯名     | 原名          | 導演 | 編劇 | 執行 製作人 | 備註            |
| -------- | -------- | ------------- | ---- | ---- | ----------- | --------------- |
| 2017     | 制裁者   | The Punisher  | 是   | 否   | 否          | 集數：「利刃」  |
| 2017－18 | 罪人     | The Sinner    | 是   | 否   | 是          | 5集             |
| 2020     | 居家自制 | Homemade      | 是   | 是   | 否          | 集數：「Annex」 |
| 2022     | 阶梯之间 | The Staircase | 是   | 是   | 是          | 迷你影集；6集   |

## 外部連結
- 安東尼奧·坎波斯在互联网电影资料库（IMDb）上的資料（英文）